# Прегненолон
Прегненолон — стероидный гормон, первый метаболит в цепочке стероидогенеза. Образуется из холестерина и служит прекурсором 17-гидроксипрегненолону и прогестерону, которые в свою очередь, преобразуются в другие стероиды. Помимо участия в гормональной системе, прегненолон воздействует на процессы центральной нервной системы, являясь нейростероидом. У мужчин и женщин прегненолон, произведенный в надпочечниках, имеет высокую вероятность (но не 100 %) преобразования в ДГЭА (DHЕA, дегидроэпиандростерон), или кортизол. У мужчин прегненолон, произведенный в яичках, имеет высокую вероятность превращения в тестостерон, а прегненолон, образованный в женских яичниках, возможно, будет преобразован в эстроген.